# 特劳特曼斯多夫宫
特劳特曼斯多夫宫（Trauttmansdorffský palác）是一座古典主义风格的宫殿，位于捷克共和国布拉格第一区城堡区（Hradčany）的罗瑞塔街（Loretánská）180/6号。它以奥地利的特劳特曼斯多夫家族命名。这座宫殿作为捷克共和国文化古迹加以保护。自2019年10月以来，捷克共和国外交部的一些部门安置于此。

## 历史
在14世纪，这里已有许多房屋，其中一栋属于彼得·帕雷洛（PeterParléř），另一栋属于他的儿子。15世纪，该地块的许多房屋被烧毁或废弃。在16世纪，这里建造了一座带花园的大房子。它属于斯利科夫（Šlikové）家族，然后属于金斯基（Kinští）家族，以及洛布科维奇（Lobkovicové）家族，最后是利帕（Trčkové z Lípy）家族。
1634年后，这座宫殿由特劳特曼斯多夫收购，, 他们最初以早期巴洛克风格重建了文艺复兴风格的建筑，并拥有宫殿直到19世纪初。后来又改为古典主义的公寓楼。1833年建立了一个济贫院，1872年改为监狱。该建筑目前由捷克共和国外交部使用。